# Zuidzijde (Goeree-Overflakkee)
Zuidzijde is een plaats in de gemeente Goeree-Overflakkee, in de Nederlandse provincie Zuid-Holland. De plaats ligt op de kruising Bommelsedijk/Tilsedijk, op een van de oudste stukken van het eiland Goeree-Overflakkee. De buurtschap is in de omgeving vooral bekend om de ouderwetse watertoren die er staat. Deze is al vanaf Hellegatsplein te zien. Volgens sommigen dankt Zuidzijde zijn naam aan het feit dat het ten zuiden van Den Bommel ligt. Behalve een leghennenbedrijf is er een boerderijcamping, camping 'De Lage Werf'.
In vroegere tijden kende Zuidzijde ook een eigen basisschool, waarvan de Schoolweg en het voormalige schoolgebouw nog de stille getuigen zijn. De Tilsedijk heet naar de polder De Tille, net als het pompstation langs de Rijksweg.
In Zuidzijde zijn ook enkele plattelandswinkeltjes. Daar verkopen ze eieren, meel, aardappelen, uien, kaas en tomaten. Voor de kinderen is er een speeltuintje met doeltjes, een glijbaan en schommels. Langs de Bommelsedijk ligt een stuk grond van Staatsbosbeheer met daarop het uiteinde van de Kleine Kreek, of wat er over is van deze natuurlijke kreek die kilometers lang is en helemaal naar Den Bommel door het landschap slingert. Hierop staan regelmatig koeien of ander vee omdat het niet voor intensieve veeteelt mag worden gebruikt, aangezien het een beschermd natuurgebied is. Ook komen er veel vogels bijvoorbeeld meeuwen en lepelaars.